# Rezerwat przyrody Laski
Laski – leśny rezerwat przyrody w województwie lubuskim, w powiecie zielonogórskim, w gminie Babimost.
Obszar rezerwatu objęty jest ochroną czynną.

## Podstawa prawna
Nr rej. woj. – 25

### Akt prawny obejmujący rezerwat ochroną
Zarządzenie Ministra Leśnictwa i Przemysłu Drzewnego z dnia 21 lipca 1977 r. (M.P. z 1977 r. nr 19, poz. 107)

### Inne akty prawne
- Obwieszczenie Wojewody Lubuskiego z dnia 16 stycznia 2002 r. w sprawie ustalenia wykazu rezerwatów utworzonych do dnia 31 grudnia 1998 r. (Dz. Urz. Województwa Lubuskiego Nr 12, poz. 144).
- Zarządzenie Nr 43/2011 Regionalnego Dyrektora Ochrony Środowiska w Gorzowie Wielkopolskim z dnia 7 lipca 2011 r. w sprawie rezerwatu przyrody „Laski” (Dz. Urz. Województwa Lubuskiego Nr 81, poz. 1575)
- Zarządzenie Nr 16/2013 Regionalnego Dyrektora Ochrony Środowiska w Gorzowie Wielkopolskim z dnia 20 maja 2013 r. w sprawie rezerwatu przyrody „Laski” (Dz. Urz. Województwa Lubuskiego poz. 1531)

## Położenie
- Województwo 		– lubuskie
- Powiat				– zielonogórski
- Gmina				– Babimost
- Obr. ewidencyjny		– Podmokle Małe[2]

## Właściciel, zarządzający
Skarb Państwa, Nadleśnictwo Babimost

## Powierzchnia pod ochroną
- 42,92 ha[1][2] (akt powołujący podawał 43,43 ha)
- Dz. nr: 37/1L 18,04 ha, 39/2L – 8,91 ha, 40L – 15,97 ha[2].

## Opis przedmiotu poddanego ochronie
Rezerwat położony jest w północno-wschodniej części województwa lubuskiego w tzw. Bruździe Zbąszyńskiej, która jest szerokim obniżeniem graniczącym od wschodu z Pojezierzem Wielkopolskim. Rezerwat stanowi większą część kompleksu leśnego o powierzchni ok. 150 ha położonego wśród pól znajdujących się blisko wsi. Oprócz czarnych ziem na terenie rezerwatu wytworzyły się też gleby mineralno-murszowe, szarobrunatne oraz brunatne kwaśne. Spośród rodzimych gatunków drzew występujących w rezerwacie wymienić można świerk pospolity, który występuje poza zasięgiem swojego naturalnego występowania, podobnie modrzew, na północnej granicy zasięgu występuje klon jawor i lipa drobnolistna. Występują również takie gatunki drzew: sosna wejmutka, robinia akacjowa, kasztanowiec biały i dąb czerwony. Z mszaków w rezerwacie występują: płonnik pospolity, merzyk fałdowany i merzyk pokrewny, krótkosz szorstki, rokiet pospolity.

## Cel ochrony
Celem ochrony rezerwatu jest zachowanie lasu z udziałem drzewostanów starszych klas wieku o charakterze naturalnym.
Nie podlega ochronie w zakresie prawa międzynarodowego.